# スロウトレイン
『スロウトレイン』は、2025年1月2日に「新春スペシャルドラマ」としてTBS系列で放送されたテレビドラマ。主演は松たか子。

## キャスト

### 主要人物
渋谷葉子（しぶや ようこ）
演 - 松たか子
フリー編集者。渋谷家の長女。愛称ははこねえ。鎌倉の実家に暮らしている。
渋谷都子（しぶや みやこ）
演 - 多部未華子（22年前：毎田暖乃）
葉子の妹。愛称はみゃーこ。
渋谷潮（しぶや うしお）
演 - 松坂桃李（22年前：高木波瑠）
葉子と都子の弟。愛称はうーちゃん。江ノ島電鉄の保線員。

### 周辺人物
百目鬼見（もめき けん）
演 - 星野源
人気作家。元担当編集者の葉子に執着。
オ・ユンス
演 - チュ・ジョンヒョク
飲食関連の投資会社で働く青年。
目黒時生（めぐろ ときお）
演 - 井浦新
葉子の元彼。現在は四季出版の営業部長。
矢作カンナ（やはぎ カンナ）
演 - 松本穂香
日々茶書房の編集者。百目鬼見の担当。葉子の元職場の後輩。
二階堂克己（にかいどう かつみ）
演 - リリー・フランキー
百目鬼に嫉妬する重鎮作家。
浅井道枝（あさい みちえ）
演 - 池谷のぶえ
日々茶書房の編集者。
保坂颯太（ほさか そうた）
演 - 倉悠貴
江ノ島電鉄の新人保線員。
谷
演 - 古舘寛治
二階堂行きつけのバーのマスター。
日々茶書房 社長
演 - 菅原大吉

エイジ、B作、シーマン
演 - 飯塚悟志（東京03）、有田久徳、宇野祥平
葉子がアプリ「会い活」でマッチングして会った男性たち。
永島
演 - 永島三奈子（勝野玄瑛）
葉子が取材した盆石の家元。
江波、荒木、伊藤、宇野
中村優子、大西多摩恵、水木薫、枝元萌
葉子が取材した盆石の生徒たち。
男性
演 - 遊屋慎太郎
百目鬼見を取材するスタッフ。
竹芝、店員
演 - 野田美弘、藤田宏樹
都子が店長をしていたカフェ「TOKYO Konoha Sabou」の後任店長と店員。
老夫婦
演 - 古川がん、吉田幸矢
前に潮が洗濯物を拾ったことを憶えていて礼を言う老夫婦。
ジフン、スンヒョク
演 - 남지우（Nam Ji Woo）、이진성（Lee Jin Sung）
オ・ユンスの先輩。

## スタッフ
- 脚本 - 野木亜紀子[2]
- 音楽 - 長岡亮介
- プロデューサー - 小牧桜[2]
- スーパーバイジングプロデューサー - 那須田淳[2]
- 協力プロデューサー - 韓哲、益田千愛[2]
- 演出 - 土井裕泰[2]
- 製作著作 - TBS